# 津島ノ宮駅
津島ノ宮駅（つしまのみやえき）は、香川県三豊市三野町大見にある、四国旅客鉄道（JR四国）予讃線の駅（臨時駅）。臨時駅のため、駅番号は設定されていない。
毎年8月3日・4日・5日の津島ノ宮（津嶋神社）の夏季大祭開催日のうち8月4日・5日の2日のみ営業する駅で、長期休止中の駅を除くと日本一営業日数が少ない。ただし、2013年12月22日の予讃線開通100周年記念イベント、および2015年5月10日の当駅開業100周年記念イベントの際には、夏季大祭以外でも営業が行われた。
大型時刻表に掲載されるのは夏の臨時列車が掲載される6 - 8月号のみ。

## 歴史
- 1915年（大正4年）5月7日：津島ノ宮仮乗降場として開設[3][1][5]。
- 1969年（昭和44年）10月1日：臨時駅となる[5]。
- 1987年（昭和62年）4月1日：国鉄分割民営化により、四国旅客鉄道の駅となる[5]。
- 2013年（平成25年）12月22日：「予讃線（多度津駅〜観音寺駅間）開通100周年記念コンサートin津嶋ノ宮（みとよ）」開催のため、臨時営業。当駅発着の臨時列車『ふるさと列車「三豊市民号」』運行[6][7]。
- 2015年（平成27年）5月10日：当駅の開業100周年記念イベントのため、臨時営業実施[1][8][9]。営業時間は9時 - 16時45分[10]。
- 2020年（令和2年）5月22日：新型コロナウイルス感染症（COVID-19）流行の影響で津嶋神社夏季大祭の中止が決定したため[11]、同年の当駅開設を取り止めることが発表された[12]。
- 2021年（令和3年）5月30日：新型コロナウイルス感染症（COVID-19）流行の影響により津嶋神社夏季大祭の中止決定を受け、同年の当駅開設も取りやめ。2年連続の中止となった[13]。
- 2022年（令和4年）6月24日：津嶋神社夏季大祭の開催決定を受け、当駅の3年ぶりの開設（8月4日・5日）が発表される[14][15]。

## 駅構造

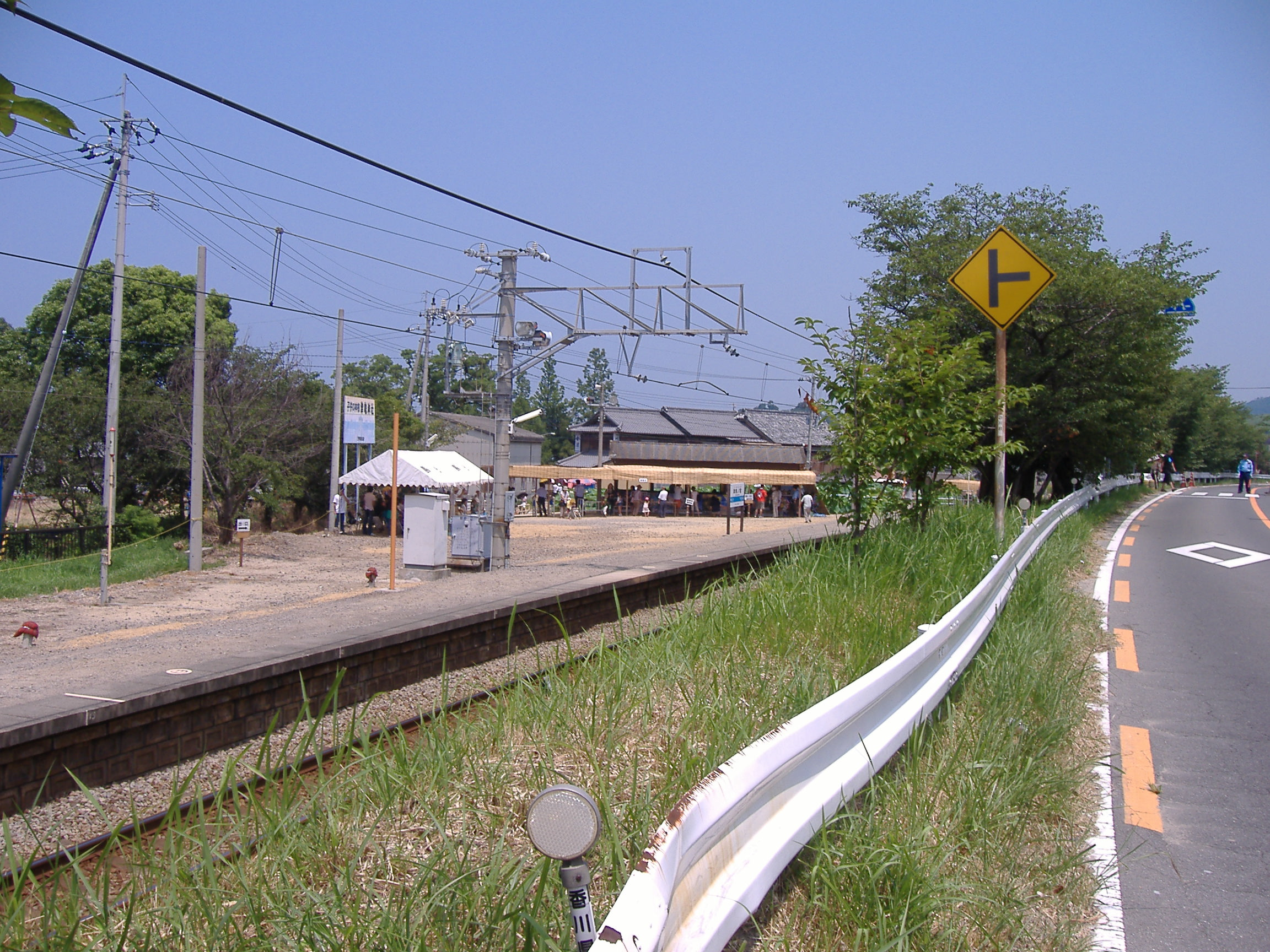
ホームの様子（2006年8月）

- 単式ホーム1面1線を有する地上駅で、カーブの途中にホームがある[4]。車両とホーム間が開いているため、営業日には職員が待機して学童以下の乗客の乗降を補助する[16]。
- 木造駅舎がある。
- 前述の開業100周年イベントに際して駅名標が新調され、「日本一営業日が短い駅」という文字とイラスト（電車・駅舎（「つしまのみやえきちゃん」）・津嶋神社を描いたもの）の入ったデザインになった[17]。

- 交通系ICカードには対応しておらず[18]、当面は導入予定も無い[19]。

- 営業日の乗車券の、他駅の有人駅口や旅行代理店以外での前売については、指定席券売機では発券ができない一方、アシストマルスでのオペレーター対応での発券や、e5489での予約・受取は可能となっている。

## 利用状況
| 乗車人員推移 | 乗車人員推移 |
| 年度         | 1日平均人数  |
| ------------ | ------------ |
| 2010年       | 6            |
| 2011年       | 7            |
| 2012年       | 5            |
| 2013年       | 7            |
| 2014年       |              |
| 2015年       |              |
| 2016年       |              |
| 2017年       | 9            |
| 2018年       | 8            |
| 2019年       | 9            |

二日間の利用者数（1,752人）を年度日数（365または366）で割った数字のため、2012年（平成24年度）の実際の乗車は1日平均876人となる。香川県の統計資料によると2017年度の利用人数は6296人、一日平均3148人、年平均17人となる。

## 営業時間
両日共営業時間が異なり、2011年までは例年、8月4日が7時頃 - 23時頃、5日が8時頃 - 15時30分頃となっていた。2012年以降は短縮され、2022年では8月4日が8時 - 21時、5日が8時 - 15時半頃となった。

## 駅周辺

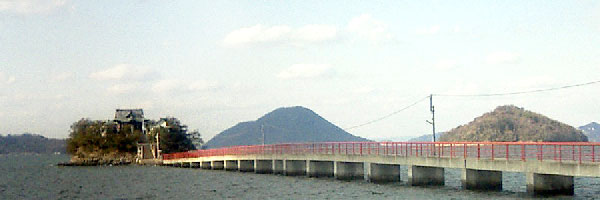
津嶋神社

- 津島ノ宮（津嶋神社）[3][1] - 本殿は津島（かつては鼠島とも呼ばれた）に建てられている。
- 香川県道21号丸亀詫間豊浜線
- 香川県道221号宮尾高瀬線
- 三豊市コミュニティバス詫間三野線 東久保谷停留所（最寄りのバス停＜日曜・祝日・年末年始は運休＞）

※公衆トイレは津嶋神社に併設されている。

## 隣の駅
四国旅客鉄道（JR四国）
■予讃線
海岸寺駅 (Y13) - （臨）津島ノ宮駅 - 詫間駅 (Y14)